# Wim Suurbier

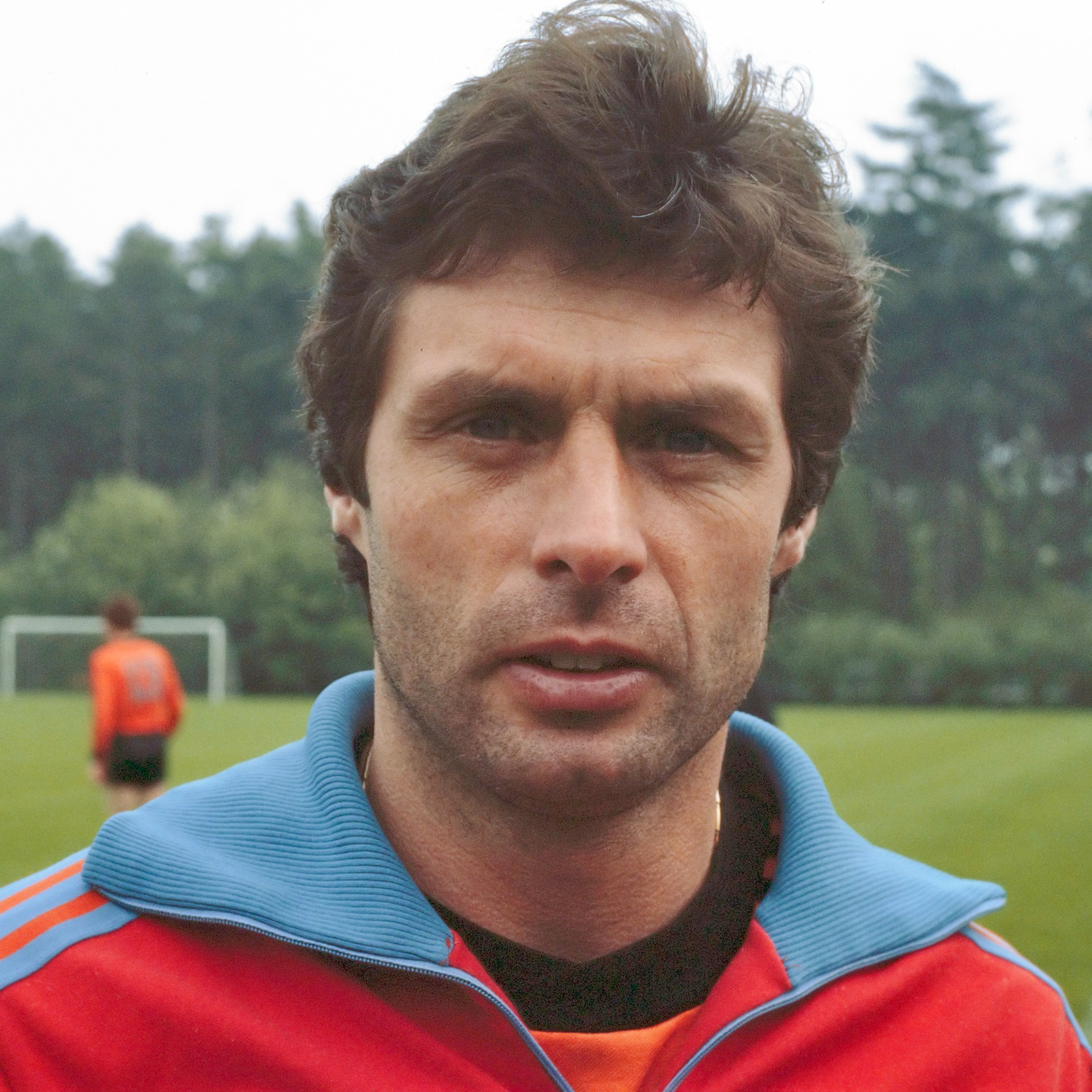
Wim Suurbier

Wilhelmus "Wim" Lourens Johannes Suurbier (* 16. ledna 1945, Eindhoven – 12. července 2020 ) byl nizozemský fotbalista. Nastupoval na pozici pravého obránce. Zemřel 12. července 2020 ve věku 75 let na krvácení do mozku.
S nizozemskou reprezentací získal dvě stříbrné medaile na mistrovství světa, v letech 1974 a 1978. Na mistrovství Evropy 1976 získal bronz. Celkem za národní mužstvo odehrál 60 zápasů, v nichž vstřelil 3 góly.
Byl členem slavného mužstva Ajaxu Amsterdam 70. let. Vyhrál s Ajaxem třikrát Pohár mistrů evropských zemí (1971, 1972, 1973) , dvakrát Superpohár UEFA (1972, 1973) a jednou Interkontinentální pohár (1972). Sedmkrát se s ním stal mistrem Nizozemska (1965–66, 66–67, 67–68, 69–70, 71–72, 72–73, 76–77) a čtyřikrát získal nizozemský pohár (1967, 1970, 1971 & 1972).
Později působil jako trenér, především v USA.